# Třída Čcheng-kung
Třída Čcheng-kung je třída fregat Námořnictva Čínské republiky vyvinutá na základě americké třídy Oliver Hazard Perry. Tvoří ji celkem osm jednotek postavených v loděnicích přímo v Čínské republice.

## Stavba
Stavba této třídy byla objednána 8. května 1989. Fregaty byly postaveny domácí společnost China Shipbuilding Corporation ve své loděnici v Kao-siungu. Vedení námořnictva zvažovalo možnost vybavení fregat systémem Aegis, nakonec se však ukázalo, že plavidla pro to nejsou vhodná.
Jednotky třídy Čcheng-kung:
| Jméno                  | Stavba zahájena   | Spuštěna na vodu  | Vstup do služby   | Status  |
| ---------------------- | ----------------- | ----------------- | ----------------- | ------- |
| Čcheng-kung (FFG-1101) | 21. prosince 1990 | 5. října 1991     | 7. května 1993    | aktivní |
| Čeng Che (FFG-1103)    | 29. října 1991    | 15. října 1992    | 28. března 1994   | aktivní |
| Ťi-kuang (FFG-1105)    | 30. října 1992    | 3. října 1993     | 4. března 1995    | aktivní |
| Jüe Fej (FFG-1106)     | 5. září 1993      | 28. srpna 1994    | 26. února 1996    | aktivní |
| C’-i (FFG-1107)        | 7. srpna 1994     | 13. července 1995 | 9. ledna 1997     | aktivní |
| Pan Čchao (FFG-1108)   | 25. července 1995 | 3. července 1997  | 16. prosince 1997 | aktivní |
| Čang Čchien (FFG-1109) | 4. prosince 1995  | 14. května 1997   | 1. prosince 1998  | aktivní |
| Tchien Tan (FFG-1110)  | 22. února 2001    | 17. října 2002    | 11. března 2004   | aktivní |

## Konstrukce

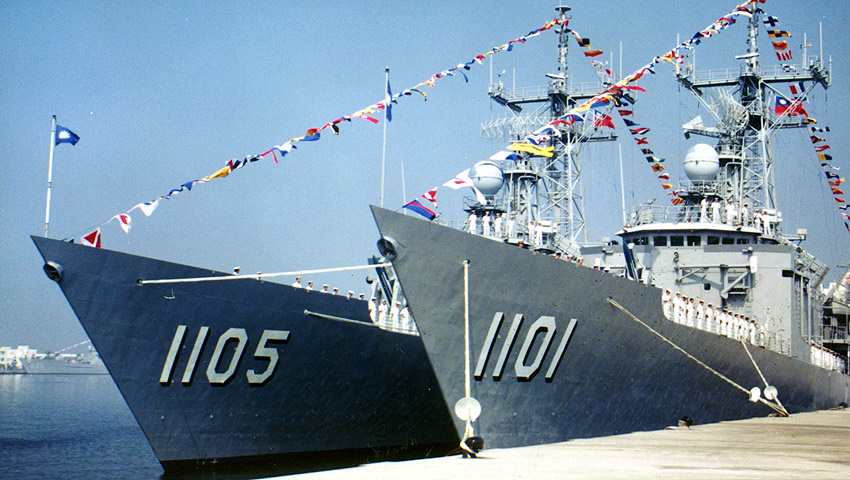
Fregaty Čcheng-kung a Ťi-kuang

Plavidla jsou mírně upravenou variantou třídy Oliver Hazard Perry. Fregaty nesou vzdušný vyhledávací radar AN/SPS-49 a hladinový vyhledávací a navigační radar AN/SPS-55. Trupový sonar je typu SQS-56.
Hlavňovou výzbroj tvoří jeden 76mm kanón Mk 75 (licenční výrobek zbrojovky OTO Melara Compact) v dělové věži na přídi, dva 40mm protiletadlové kanóny Bofors a tři 20mm kanóny. K vlastní obraně rovněž slouží jeden hlavňový systém blízké obrany Phalanx s 20mm rotačním kanónem. Údernou výzbroj tvoří dva čtyřnásobné kontejnery protilodních střel Siung-feng II (postupně budou zaváděny střely Siung-feng III). K obraně proti napadení ze vzduchu slouží protiletadlové řízené střely Standard SM-1MR odpalované z jednoduchého vypouštěcího zařízení Mk 13 na přídi. Zásoba střel činí 40 kusů. K ničení ponorek slouží dva trojhlavňové 324mm protiponorkové torpédomety Mk 32, ze kterých jsou vypouštěna americká lehká torpéda Mk 46. Na zádi se nachází přistávací plocha a hangár pro dva protiponorkové vrtulníky S-70C Thunderhawk.
Pohonný systém tvoří dvě plynové turbíny General Electric LM2500. Lodní šroub je jeden. Nejvyšší rychlost dosahuje 29 uzlů.